# Nordisk Informationskontor i Sønderjylland
Nordisk Informationskontor i Sønderjylland / Sydslesvig er et af i alt otte informationskontorer i Norden. Kontoret har til huse i Dansk Centralbibliotek i Nørregade i Flensborg.
Kontoret blev åbnet ved årsmødet 1997 som Nordisk Informationspunkt i Sønderjylland. To år senere skiftede kontoret navnet til Nordisk Informationskontor i Sønderjylland. Informationskontorerne i Norden er institutioner knyttet til både Nordisk Ministerråd og Foreningen Norden. Kontoret i Flensborg afdækker hele det sønderjyske område syd og nord for grænsen.
Nordisk Informationskontor i Flensborg arrangerer blandt andet konferencer, foredrag, koncerter, kunstudstillinger samt ekskursioner til Norden. Derudover tilrettelægges læsekredse i nordisk litteratur. Kontoret rådgiver desuden om nordiske fonde og støttemuligheder. Kontoret har derfor indgået en samarbejdsaftale med Nordisk Kulturfond, som indebærer, at informationskontoret fungerer som en slags fondsfilialfor for Nordisk Kulturfond med rådgivning og videregående informationer. Kontoret samarbejder også med den danske Flensborg Filmklub. Hvert år arrangerer kontoret en temadag eller en konference om samfundspolitiske emner, hvor nordiske politikere og kunstnere besøger Flensborg.
I september 2010 arrangerer det nordiske informationskontor sammen med byens kulturbureau i Flensborg, Sydslesvigsk Forening og andre partnere et nordisk litteraturfestival. Festivalen skal finde sted på bibliotekerne nord og syd for grænsen . Formålet er at forstærke samarbejdet mellem de danske og tyske biblioteker i Sønderjylland.

## Bestyrelse
- Lars Aagaard, formand for Foreningen Norden i Sydslesvig
- Anke Spoorendonk, medlem af landdagen i Slesvig-Holsten, formand for SSW's landdagsgruppe
- Frode Sørensen, tidligere MF og minister og medlem af Sydslesvigudvalget
- Stephan Kleinschmidt, kulturudvalgsformand i Sønderborg Kommune